# Tristen Newton
Pour les articles homonymes, voir Newton.
Tristen Jamal Newton, né le  26 avril 2001 à Pensacola en Floride, est un joueur américain de basket-ball évoluant aux postes de meneur et d'arrière. Il mesure 1,91 m.

## Biographie

### Carrière universitaire
Entre 2019 et 2022, il joue pour les Pirates d'East Carolina à l'université de l'Est de la Caroline.
Entre 2022 et 2024, il joue pour les Huskies du Connecticut à l'université du Connecticut.

### Carrière professionnelle

#### Pacers de l'Indiana (2024)
Le 27 juin 2024, il est sélectionné à la 49e position de la draft 2024 de la NBA par les Pacers de l'Indiana.
En juillet 2024, il participe à la NBA Summer League 2024 de Las Vegas avec les Pacers. Fin juillet 2024, il signe un contrat two-way avec les Pacers.
Le 22 novembre 2024, il inscrit ses premiers points en NBA face aux Bucks de Milwaukee. Il est coupé le 1er janvier 2025.

#### Timberwolves du Minnesota (depuis 2025)
Début janvier 2025, il signe un contrat two-way avec les Timberwolves du Minnesota.

## Palmarès

### Universitaire
- 2× NCAA champion (2023, 2024)
- NCAA Final Four Most Outstanding Player (2024)
- Consensus first-team All-American (2024)
- Bob Cousy Award (2024)
- First-team All-Big East (2024)
- Second-team All-AAC (2022)

## Statistiques

### Universitaires
| Saison    | Équipe        | Matchs | Titul. | Min./m | % Tir | % 3pts | % LF | Rbds/m. | Pass/m. | Int/m. | Ctr/m. | Pts/m. |
| --------- | ------------- | ------ | ------ | ------ | ----- | ------ | ---- | ------- | ------- | ------ | ------ | ------ |
| 2019-2020 | East Carolina | 31     | 19     | 29,9   | 39,0  | 32,4   | 80,2 | 4,48    | 3,68    | 1,19   | 0,32   | 10,97  |
| 2020-2021 | East Carolina | 17     | 16     | 31,4   | 34,8  | 26,2   | 89,5 | 4,29    | 4,24    | 1,24   | 0,29   | 8,71   |
| 2021-2022 | East Carolina | 30     | 30     | 34,8   | 43,5  | 33,3   | 87,9 | 4,80    | 5,03    | 1,43   | 0,30   | 17,67  |
| 2022-2023 | Connecticut   | 39     | 39     | 28,8   | 37,4  | 36,6   | 81,6 | 4,49    | 4,69    | 1,10   | 0,26   | 10,05  |
| 2023-2024 | Connecticut   | 40     | 40     | 33,3   | 41,5  | 32,1   | 80,8 | 6,58    | 6,20    | 0,93   | 0,30   | 15,07  |
| Carrière  | Carrière      | 157    | 144    | 31,6   | 40,2  | 32,7   | 83,1 | 5,06    | 4,89    | 1,15   | 0,29   | 12,82  |